# Romain Puértolas
Romain Puértolas (ur. 21 grudnia 1975 w Montpellier) – francuski pisarz.

## Życiorys
Urodził się w Montpellier na południu Francji. Uzyskał wykształcenie w zakresie literatury i kultury hiszpańskiej, angielskiej, języka francuskiego i meteorologii.
Zadebiutował w 2013 powieścią Niezwykła podróż fakira, który utknął w szafie (L'Extraordinaire Voyage du fakir qui était resté coincé dans une armoire Ikea), wyróżnioną Grand Prix Nagrody Literackiej im. Juliusza Verne'a, wydaną w ponad 30 krajach i zekranizowaną w 2018.

## Książki przełożone na język polski[2]
- 2015: Niezwykła podróż fakira, który utknął w szafie
- 2016: O dziewczynce, która połknęła chmurę tak wielką jak wieża Eiffla
- 2017: Niech od-żyje Cesarz!
- 2018: Całe lato bez Facebooka; komedia kryminalna